# Варик (Нью-Йорк)
Варик (англ. Varick) — місто (англ. town) в США, в окрузі Сенека штату Нью-Йорк. Населення — 1656 осіб (2020).

## Демографія
Згідно з переписом 2010 року, у місті мешкало 1857 осіб у 676 домогосподарствах у складі 460 родин. Було 888 помешкань
Расовий склад населення:
| - 95,2 % — білих - 2,5 % — чорних або афроамериканців - 0,2 % — корінних американців - 0,2 % — азіатів |

До двох чи більше рас належало 1,8 %. Частка іспаномовних становила 1,1 % від усіх жителів.
За віковим діапазоном населення розподілялося таким чином: 29,8 % — особи молодші 18 років, 54,9 % — особи у віці 18—64 років, 15,3 % — особи у віці 65 років та старші. Медіана віку мешканця становила 40,7 року. На 100 осіб жіночої статі у місті припадало 105,4 чоловіків;  на 100 жінок у віці від 18 років та старших — 100,3 чоловіків також старших 18 років.
Середній дохід на одне домашнє господарство  становив 81 737 доларів США (медіана — 59 844), а середній дохід на одну сім'ю — 91 826 доларів (медіана — 73 393). Медіана доходів становила 47 150 доларів для чоловіків та 40 741 долар для жінок. За межею бідності перебувало 9,9 % осіб, у тому числі 13,1 % дітей у віці до 18 років та 7,7 % осіб у віці 65 років та старших.
Цивільне працевлаштоване населення становило 655 осіб. Основні галузі зайнятості: освіта, охорона здоров'я та соціальна допомога — 20,3 %, роздрібна торгівля — 15,7 %, виробництво — 12,7 %.